# Žalhostice
Žalhostice település Csehországban, a Litoměřicei járásban. Žalhostice Mlékojedy, Velké Žernoseky, Lovosice, Michalovice, Píšťany és Litoměřice településekkel határos. Lakosainak száma 568 fő (2024. január 1.).

## Népesség
A település lakosságának változását az alábbi diagram mutatja:
| Lakosok száma | 247  | 332  | 861  | 709  | 557  | 474  | 525  | 513  | 516  | 568  |
|               | 1869 | 1890 | 1921 | 1950 | 1980 | 2001 | 2017 | 2019 | 2022 | 2024 |